# Caecianiropsis psammophila
Caecianiropsis psammophila är en kräftdjursart som beskrevs av Menzies och Pettit 1956. Caecianiropsis psammophila ingår i släktet Caecianiropsis och familjen Janiridae. Inga underarter finns listade i Catalogue of Life.